# Marcel Marceau
Marcel Marceau (Strasbourg, 1923. március 22. – Cahors, 2007. szeptember 22.) Primetime Emmy-díjas francia pantomimművész.

## Pályafutása
Marcel Mangel néven született zsidó családban, amelyet a második világháború alatt elhurcoltak (apja 1944-ben Auschwitzban halt meg). 
Marceau a holokauszt túlélőjeként a háború alatt a francia hadseregben, majd az ellenállásban harcolt, és zsidó gyermekek védelmével foglalkozott.
A háború után színházi tanulmányokat folytatott. Különösen nagy hatással volt rá a némafilm, és annak nagyjai, mint Buster Keaton, Charlie Chaplin, a Marx fivérek, vagy Stan és Pan. Emiatt kezdett el egy másik „néma” műfajjal, a pantomimmel foglalkozni, megújítva ezt a régi művészeti formát. 1947-ben létrehozta első önálló társulatát, és ő vált a műfaj legjelentősebb, világszerte ünnepelt „védjegyévé, sztárjává”.
Marceau Cahorsban halt meg 84 éves korában. A világ legismertebb pantomimművészét a párizsi Père-Lachaise temetőben helyezték örök nyugalomra.
Marceau óta a pantomimművészet hozzá képest határozza meg magát. A követői is, és azok is, akik más utakon járnak.
- 1962-ben
- 1977-ben